# Tableta
Tableta je oblik farmaceutskog doziranja. Sastoji se od mješavina aktivnih tvari i ekscipijenata. Oblikuje se od praha ili granulata pod tlakom ili kompaktiranjem do čvrste doze. 
Ekscipijenti mogu biti primjerice otapala, veziva, glidanti (pomagači protoka),  lubrikanti, disintegranti, zaslađivači ili pigmenti
Tableta je najpopularniji oblik doziranja lijekova. Na tabletama se mogu nalaziti simboli, slova, i brojevi, koji omogućavaju njihovu identifikaciju. Medicinske tablete i kapsule često se nazivaju i pilule. 